# Rifet Kapić
Rifet Kapić (* 3. Juli 1995 in Cazin) ist ein bosnisch-herzegowinischer Fußballspieler. 

## Karriere
Über die Jugendzeit von Kapić ist nur bekannt, dass er in seiner Heimatstadt beim FK Krajina Cazin sowie beim FK Sarajevo in der A-Jugend spielte. Anschließend sammelte er erste Erfahrung im Herrenbereich beim kroatischen NK Istra 1961 sowie in der zweiten tschechischen Liga beim FK Varnsdorf. Nach halbjähriger Vereinslosigkeit landete der Bosnier im Februar 2016 beim slowenischen Erstligisten ND Gorica, mit dem er in der Saison 2016/17 als Stammspieler Vizemeister wurde und nach einem vierten Platz in der Vorsaison in der Qualifikation zur Europa League an Maccabi Tel Aviv scheiterte. In 71 Pflichtspielen konnte Kapić 18 Tore und drei Vorlagen beisteuern. Zur Rückrunde 2017/18 wechselte der Mittelfeldspieler ablösefrei zum Grasshopper Club Zürich, mit dem er nur knapp dem Abstieg entging, im Pokal jedoch erst im Halbfinale gegen den Stadtrivalen FC Zürich ausschied. Es folgte im Sommer 2018 ein halbjähriges Leihgeschäft mit dem moldauischen Rekordmeister Sheriff Tiraspol, mit dem Kapić dessen 17. Landesmeistertitel holte. Nach seiner Rückkehr absolvierte der Bosnier kein weiteres Pflichtspiel mehr für die Schweizer, die ihn stattdessen für die Rückserie der Saison 2018/19 an seinen Ausbildungsverein FK Sarajevo verliehen. Mit dem Hauptstadtklub gewann Kapić das Double aus Meisterschaft und Pokal. Nach seiner Rückkehr aus der Heimat verkauften die in die zweite Liga abgestiegenen Grasshoppers den Mittelfeldspieler an den deutschen Bundesligaaufsteiger SC Paderborn 07, wo dieser einen bis Juni 2022 gültigen Vertrag erhielt. Hier kam er jedoch nur für die Oberligamannschaft zum Einsatz und so verlieh man ihn im August 2020 weiter an seinen ehemaligen Verein Sheriff Tiraspol. Kapic absolvierte dort 28 Pflichtspiele, traf ein Mal und gewann erneut die Meisterschaft. Im Sommer 2021 folgte dann ein drittes Engagement beim FK Sarajevo und im Oktober des folgenden Jahres schloss er sich dem ukrainischen Erstligisten Krywbas Krywyj Rih an. Zur Saison 23/24 wechselte Kapić zum lettischen Erstligisten Valmiera FC und wurde dort nach nur elf Tagen an Lechia Gdańsk in die polnische Zweitklassigkeit verliehen.

## Erfolge
- Moldauischer Meister: 2018, 2021
- Bosnisch-herzegowinischer Meister: 2019
- Bosnisch-herzegowinischer Pokalsieger: 2019